# Communauté de communes du Pays de Marmoutier
Die Communauté de communes du Pays de Marmoutier ist ein ehemaliger Gemeindeverband im Département Bas-Rhin in der französischen Region Elsass. Die Communauté de communes besteht seit dem 13. Dezember 1999. Sie löste damals den interkommunalen Dachzweckverband, den Syndicat intercommunal à vocations multiples (SIVOM) de Marmoutier, ab.
Der Gemeindeverband fusionierte mit Wirkung vom 1. Januar 2013 mit der Communauté de communes de la Sommerau und bildete dadurch die neue Communauté de communes du Pays de Marmoutier-Sommerau.

## Mitglieder
- Dimbsthal
- Hengwiller
- Lochwiller
- Marmoutier
- Reutenbourg
- Schwenheim
- Singrist